# Controlador de disco

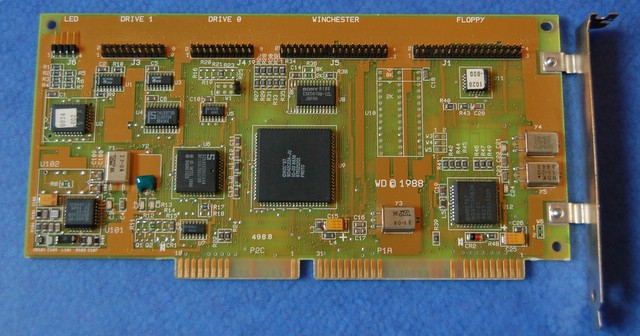
Controlador de disco MFM ISA de 16 bits.

O controlador de disco é o circuito que permite que a UCP se comunique com o disco rígido, unidade de disquete ou outro tipo de acionador de disco.
Os primeiros controladores de disco eram identificados por seus métodos de armazenamento e codificação de dados. Eram implementados tipicamente através de uma placa controladora separada. Os controladores MFM eram o tipo mais comum em microcomputadores, usados tanto para unidades de disquete quanto para discos rígidos. Os controladores RLL usavam compressão de dados para aumentar a capacidade armazenamento em cerca de 50%. Um controlador produzido pela Shugart Associates, a SASI, precedeu o padrão SCSI. 
Os controladores de disco modernos são integrados aos novos acionadores. Por exemplo, unidades chamadas de "discos SCSI" têm controladores SCSI embutidos. No passado, antes da maior parte das funcionalidades dos controladores SCSI serem implementadas num único chip, controladores SCSI separados faziam a interface entre os discos e o barramento SCSI.

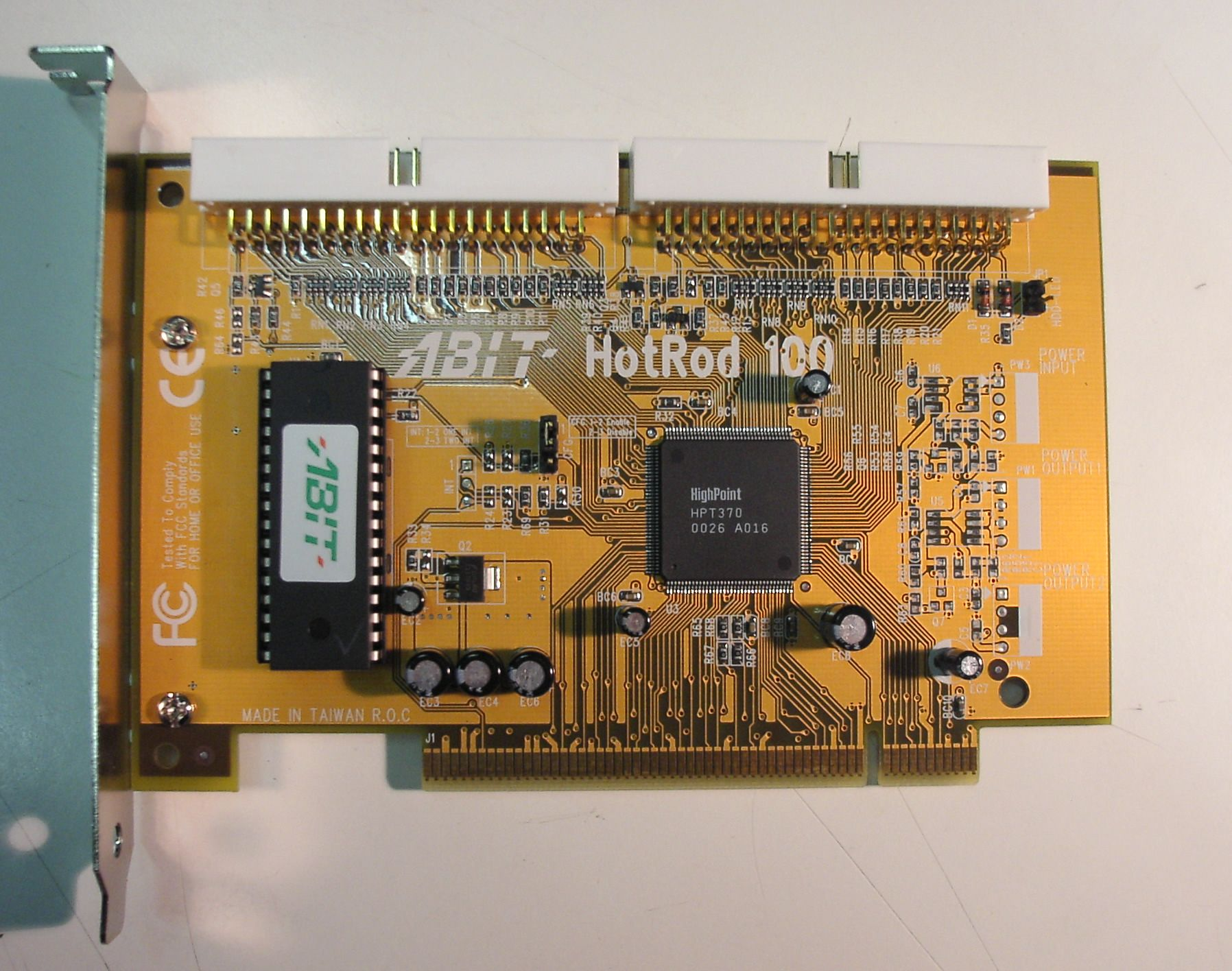
Controlador ata para bus PCI

Nos dias de hoje, os tipos mais comuns de controladores de disco para uso doméstico são ATA (IDE) e Serial ATA. Discos de alta capacidade usam SCSI, Fibre Channel ou Serial Attached SCSI.